# Wolfram Weimer

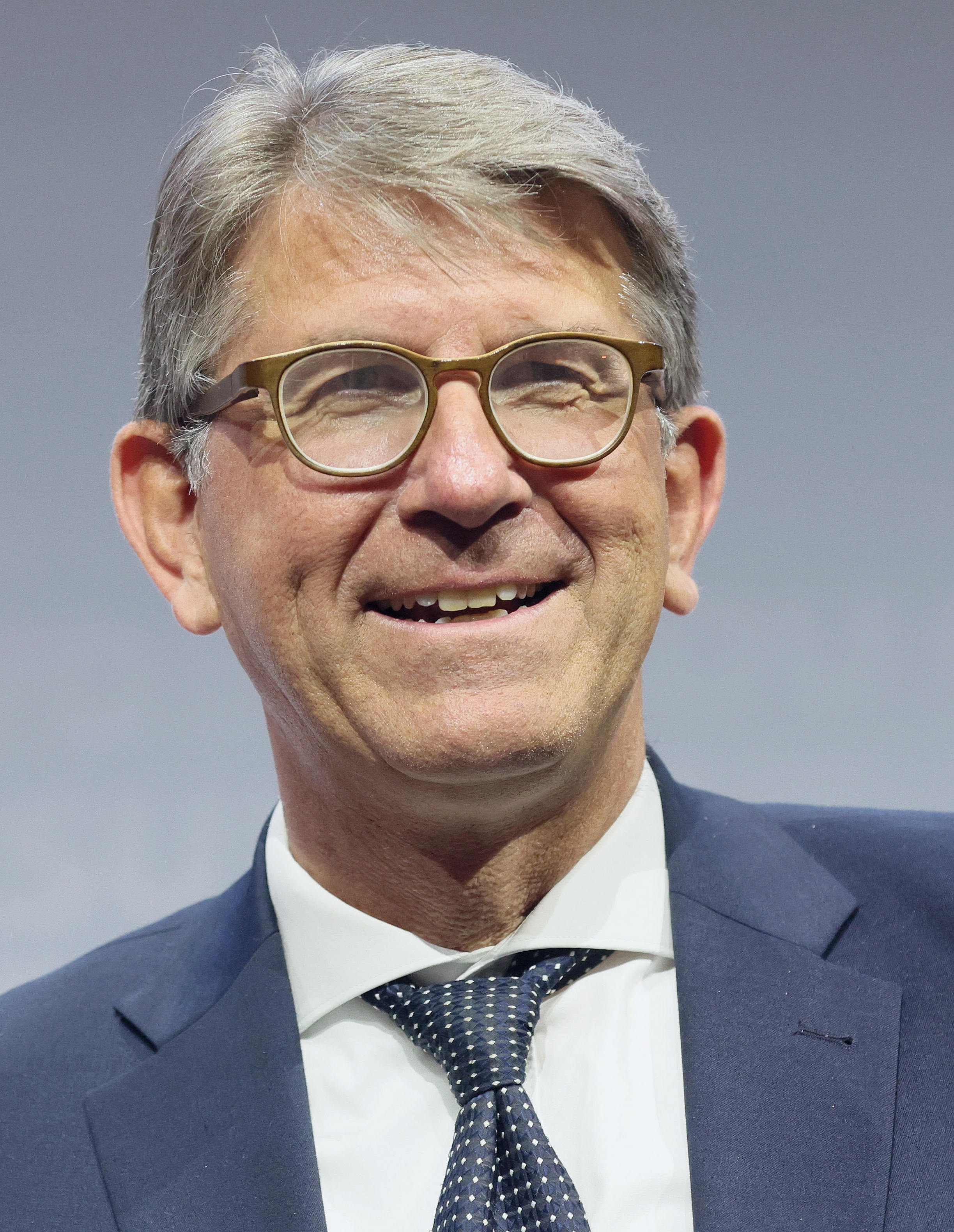
Wolfram Weimer (2025)

Wolfram Robert Wilhelm Weimer (* 11. November 1964 in Gelnhausen) ist ein deutscher Verleger, Publizist und Politiker. Seit 2025 ist er Staatsminister beim Bundeskanzler und Beauftragter der Bundesregierung für Kultur und Medien. Er ist parteilos.
Er war Chefredakteur der Zeitung Die Welt, der Berliner Morgenpost, des Focus und des von ihm gegründeten Magazins Cicero. Im Jahr 2012 gründete er gemeinsam mit seiner Ehefrau, der Publizistin und Verlegerin Christiane Goetz-Weimer (Ch. Goetz Verlag), die Weimer Media Group, mit Sitz in der Stadt Tegernsee, in der Titel wie Business Punk, Pardon, The European oder WirtschaftsKurier verlegt werden. Das Ehepaar veranstaltet mit seiner Weimer Media Group seit 2014 einmal im Jahr in Gmund am Tegernsee, dem ehemaligen Wohnsitz von Ludwig Erhard, den sogenannten Ludwig-Erhard-Gipfel, in dessen Rahmen seit 2017 der von ihnen gestiftete Freiheitspreis der Medien vergeben wird.

## Leben

### Studium und Schule
Wolfram Weimer verbrachte einen Teil seiner Jugend in Portugal, wo sein Vater Alois Weimer Deutsch- und katholischer Religionslehrer war. Sein Sohn Wolfram besuchte die Deutsche Schule zu Porto. 1983 verließ er das Grimmelshausen-Gymnasium Gelnhausen als bester Jahrgangsabiturient Hessens mit dem Notendurchschnitt 1,0. Von 1983 bis 1984 leistete er beim Beobachtungsbataillon 23 des Artillerieregiments 2 der 2. Panzergrenadierdivision in Stadtallendorf Wehrdienst in der Bundeswehr.
Weimer studierte Geschichte, Germanistik, Politikwissenschaften und Volkswirtschaftslehre. 1986 erhielt er ein Stipendium der American University in Washington, D.C., zudem ein Stipendium der Konrad-Adenauer-Stiftung und erwarb 1989 an der Johann Wolfgang Goethe-Universität Frankfurt am Main den akademischen Grad Magister Artium.
Aus einem Washingtoner Forschungsjahr entstand 1991 eine mit Magna cum laude bewertete Dissertation über den amerikanischen „Bankenkrieg“, veröffentlicht unter dem Titel Die Kontroverse um die Bank of North America 1783–1787. 1998 erhielt Weimer ein Forschungsstipendium des John-F.-Kennedy-Instituts für Nordamerikastudien in Berlin.

### Tätigkeiten im Medienbereich
Bereits in seiner Schulzeit gründete Weimer die Schülerzeitung Schwarzer Elch, schrieb ab 1980 für das Gelnhäuser Tageblatt und ab 1981 für die Main-Kinzig-Nachrichten. Nach seinem Studium arbeitete er als Hospitant bei der dpa in Washington, D.C. Weimer war von 1990 bis 1994 Wirtschaftsredakteur der Frankfurter Allgemeinen Zeitung in Frankfurt am Main, von 1994 bis 1998 deren Korrespondent in Madrid, von 1998 bis 2000 stellvertretender Chefredakteur der Tageszeitung Die Welt in Berlin, von 2000 bis 2001 deren Chefredakteur und von 2001 bis 2002 Doppel-Chefredakteur der Welt und der Berliner Morgenpost. Er verließ die Axel Springer AG Ende 2002.

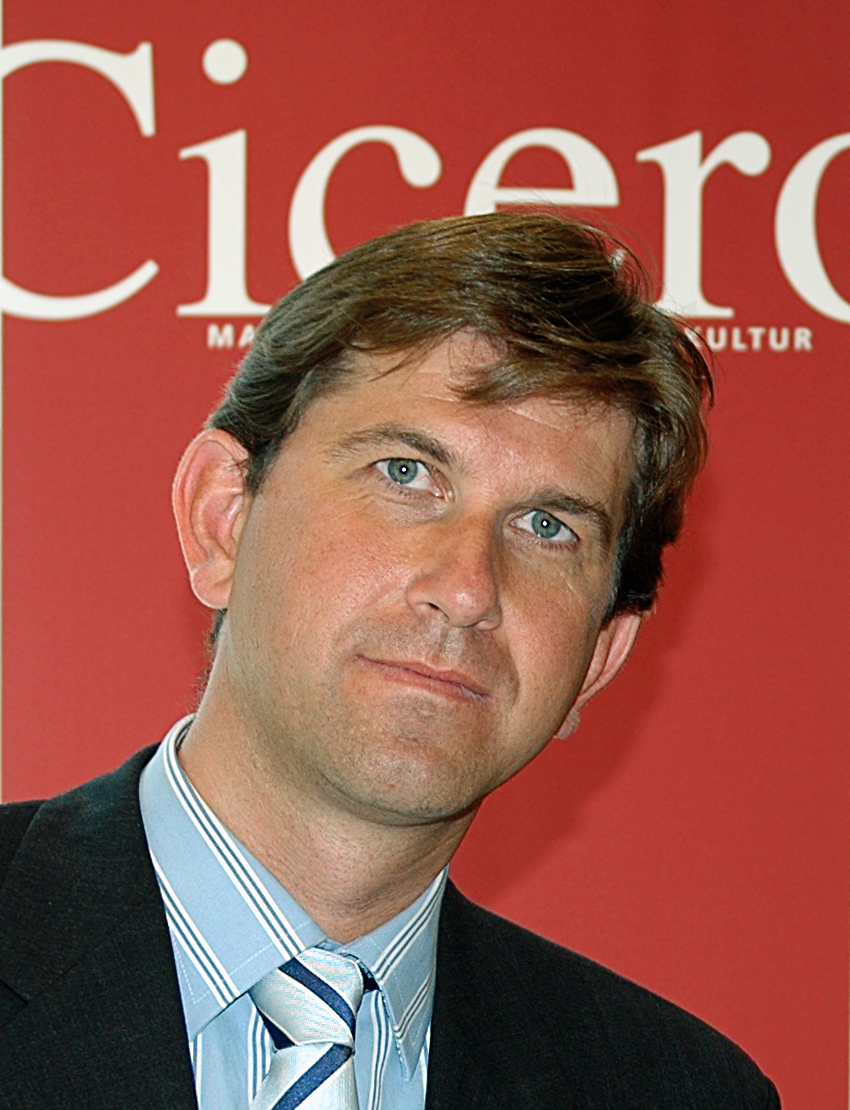
Wolfram Weimer vor einem Schriftzug des von ihm gegründeten Cicero-Magazins

Im Jahr 2003 gewann Weimer das Schweizer Medienunternehmen Ringier für die Idee, von Potsdam aus ein neues deutsches Politik-Magazin zu entwickeln. Das Magazin Cicero erschien zum ersten Mal im April 2004. Weimers erklärte Absicht war die Schaffung eines „deutschen New Yorker“. Er blieb bis Januar 2010 Chefredakteur des Magazins.
Weimer war von 2003 bis Januar 2015 Mitglied im Medienrat der Medienanstalt Berlin-Brandenburg (mabb).
Im Herbst 2009 warb der Burda-Verlag Weimer als neuen Chefredakteur des Nachrichtenmagazins Focus ab, womit er gemeinsam mit Uli Baur Nachfolger von Helmut Markwort wurde. Das Magazin wurde unter seiner Leitung neu positioniert und startete eine Kooperation mit dem Economist. Weimers Abschied vom Focus nach nur einem Jahr wurde in den Medien als Niederlage in einem internen Machtkampf gegen seinen Co-Chefredakteur Uli Baur gewertet.
Anschließend gründete Weimer im Jahr 2012 mit der Weimer Media Group einen eigenen Verlag, den er bis 2025 gemeinsam mit seiner Frau leitete. Ende 2012 brachte er zum 50-jährigen Jubiläum der 1982 eingestellten Satire-Zeitschrift Pardon ein Sonderheft mit Beiträgen verschiedener Humoristen heraus.
Seit 2015 ist Weimer Verleger des Magazins The European. Daneben schreibt er für n-tv die wöchentliche Kolumne Person der Woche sowie eine Kolumne für die inhaltlich identischen Nachrichtenseiten der United-Internet-Portale GMX und Web.de.
Weimer war bis zur Ausgabe 3|2025 13 Jahre Kolumnist des konservativ-christlichen Medienmagazins pro.
Weimers Veröffentlichungen decken ein breites thematisches Spektrum ab, das von Wirtschafts- und Geldgeschichte über politische Essays bis hin zu kultur- und gesellschaftspolitischen Kommentaren reicht.

### Ludwig-Erhard-Gipfel und Freiheitspreis der Medien
Seit 2014 veranstaltet die Weimer Media Group den Ludwig-Erhard-Gipfel in Gmund am Tegernsee. Das jährliche Treffen ist nach dem ehemaligen Bundeskanzler Ludwig Erhard benannt, der mit seiner Familie von 1953 bis zu seinem Tod 1977 in Gmund gelebt hatte. Seit 2017 wird dabei der Freiheitspreis der Medien vergeben.

### Privates
Weimer ist mit der Verlegerin Christiane Goetz-Weimer verheiratet und hat drei Söhne. Er lebt in Tegernsee.

## Politische Standpunkte
Weimer wird in der Öffentlichkeit als Vertreter des liberal-konservativen Spektrums wahrgenommen. Dabei wurde er als liberal-konservativ (2009), konservativ (2021) oder neokonservativ (2012 und 2021) beschrieben. Weimer hat seine politischen Standpunkte insbesondere in fünf Werken dargelegt, allen voran Das Konservative Manifest (2018) sowie Freiheit, Gleichheit, Bürgerlichkeit (2009), ergänzt von Land unter (2012), Credo (2006) und Sehnsucht nach Gott (2021).
Breite mediale Aufmerksamkeit erfuhr er 2018 insbesondere mit der Veröffentlichung seines Buches Das konservative Manifest, das als „Gift für Linke und eine Zumutung für Rechte“ beworben wurde. Darin formuliert Weimer „Zehn Gebote der neuen Bürgerlichkeit“ (u. a. „Person würdigen“, „Familie lieben“, „Nation ehren“, „Tradition hegen“, „Recht und Ordnung respektieren“ und „Gott achten“). Das Manifest grenzt sich „vom alten reaktionären Konservativen ab“ und plädiert für eine „Erneuerung der Gesellschaft.“

### Kulturbegriff
Für Weimer ist das Konzept des Abendlandes eine wichtige Bezugsgröße: „Der Konservative ist Patriot, der Konservative steht zum gefühlten Vaterland wie zur Muttersprache, der Konservative fühlt das Abendland als Heimat.“
Dabei sieht Weimer Europa in einer Phase des kulturellen Niedergangs. In seinem Konservativen Manifest vergleicht er den Kontinent metaphorisch mit einem „erlöschenden Vulkan“, der nur noch vereinzelte Anzeichen früherer Aktivität zeigt. Die kulturelle Landschaft lasse zwar die „einstige Größe“ erahnen, doch die ursprüngliche schöpferische und „vitale Kraft“ sei teilweise verloren gegangen. Medial besprochen und kritisiert wurde dabei ein Absatz aus Weimers Konservativem Manifest: „Während Generation um Generation in einer Jahrtausende währenden Selbstverständlichkeit die Fortdauer der eigenen Familie, des eigenen Blutes, der Sippe, des Stammes, der Nation, der Kultur, der Zivilisation als einen heiligen Moment des Lebens begriffen hat, so zerbricht dieses Bewusstsein plötzlich in Scherben.“ Dirk Knipphals verwies in der taz darauf, dass Weimer in seinem Denken kulturelle Identitäten als statisch verstehe und dabei auf Konzepte zurückgreife, die auch in neurechten Kreisen vertreten werden. In der Sendung von Markus Lanz vom 1. Mai 2025 stellte sich der Moderator in der Debatte hinter Weimer und fragte: „Kann man daraus jetzt irgendwie so eine komische Blut-und-Boden-These machen? Ich finde das nicht in Ordnung.“
Als eine Ursache für das Ende der kulturellen „Suprematie“ Europas benennt Weimer die Dekolonisation bzw. den Umgang mit dem Erbe des Kolonialismus: „Europa vermehrt sich nicht mehr räumlich. [...] Territorial werden die Räume, die von europäischen Hauptstädten beherrscht werden, immer kleiner. [...] Im alten Kontinent wurde dieser erdrutschartige Machtverlust nicht einmal bedauert. Man betrachtete die eigene Kolonialgeschichte mit moralischen Gewissensbissen als illegitime Expansion. Noch heute wird in den Lehrplänen der Schulen [...] die dunkle Seite der Kolonialisierung als ein durchgehender Sündenfall dargestellt und kritisiert.“
Ein weiterer Grund für den kulturellen Niedergang sei die Bekämpfung und Relativierung des Christentums in Europa, denn der „Taufschein“ sei, nach einem Zitat Heinrich Heines, die „Eintrittskarte in die europäische Kultur“. Mit der Säkularisierung töte Europa seine „kulturelle Urkraft“.
Die sogenannte „Rückkehr der Religion“ bewertet Weimer in Bezug auf das Christentum als äußerst positiv und sieht darin die Chance für eine kulturelle Renaissance des Abendlandes. Religion und Konservatismus sind für ihn untrennbar verbunden: „Der Konservative wird sich selber [...] nur finden, wenn er bis zur untersten Tiefe seiner eigenen Prinzipien hinabsteigt und aus dieser seiner alten Brunnenstube religiöses Wasser herausholt.“
Im Zusammenhang mit einer Aufführung des Parsifal an den Bayreuther Festspielen bemerkte Weimer: „Am Ende des ironischen Zeitalters“ müsse sich die Kultur „nach all den Brechungen und Verneinungen und Experimenten“ erst wieder finden: „Das Konventionelle ist die neue Avantgarde.“

### Skepsis am menschengemachten Klimawandel
Weimer ist Klimaskeptiker. 2007 wandte Weimer sich gemeinsam mit Josef H. Reichholf gegen den Weltklimarat IPCC. Laut taz wandte sich die damalige Gruppe gegen einen angeblichen „Untergangsterror“ und eine „gleichgeschaltete“ öffentliche Meinung. Es würde zwar wärmer, dies sei messbar. Wie warm es würde und warum, und ob der Klimawandel menschengemacht sei, das sei aber dahingestellt. Der Cicero brachte zu der Zeit einen Artikel mit dem Titel Die Klimalüge heraus. Der Klimawissenschaftler Stefan Rahmstorf warf, unterstützt von Hans Joachim Schellnhuber, Weimer öffentlich vor, „teilweise bewusst falsche Informationen zum Klimawandel zu verbreiten“.
2010 zeichnete er als Chefredakteur des Focus gemeinsam mit Uli Baur verantwortlich für eine Ausgabe, die die vermeintlich positiven Auswirkungen der Erderwärmung thematisierte. Nach Recherchen der Süddeutschen Zeitung wurde diese Ausgabe auch verlagsintern heftig kritisiert.
2018 schrieb er: „Mit dem Begriff ‚Klimaleugner‘ werden von Rot-grünen seit Jahren Personen stigmatisiert, die es wagen, die Theorie vom rein menschengemachten Klimawandel in ihrem Absolutheitsanspruch zu bezweifeln. Das Wort ‚Klimaleugner‘ soll jede offene Debatte töten, denn es weckt gezielt die Assoziation zum ‚Holocaustleugner‘.“
Das in Weimers Verlag erscheinende Magazin The European veröffentlicht regelmäßig Gastbeiträge vom Europäischen Institut für Klima und Energie (EIKE) EIKE gilt als deutschsprachiger Arm der internationalen Lobby, welche den wissenschaftlichen Konsens zum Klimawandel leugnet

### Migration und Integration
In der Integrationsdebatte kritisiert Weimer bestimmte gesellschaftliche Strömungen, denen er eine unkritische bzw. idealisierende Haltung gegenüber dem Multikulturalismus zuschreibt, was er selbst als „naiven“ Multikulturalismus beschreibt und von einer „Multi-Kulti-Lüge“ spricht. Dies sei der Versuch, „mit vielen Döner-Buden, fleißiger Zuwanderung und der Huldigung von Kanak-Deutsch die alten Nationalinstinkte auszutilgen, die Nazi-Katastrophe sozusagen mental rück-abzuwickeln. Ein Stück Wiedergutmachung durch kulturelle Selbstvernichtung also.“ Der Islamismus habe ein „internationale[s] System der Frauen-Apartheid“ errichtet. Statt dies zu kritisieren, übe man „lieber kulturelles Zurückweichen. Wir gewöhnen uns an einen asymmetrischen Dialog, der darin besteht, dass wir zusehends schweigen und hinnehmen.“ Weimer sieht „fundamentale Unterschiede […] zwischen einer (christlichen) Religion der Liebe und einer (muslimischen) Religion des Schwertes“.
Den politischen Islam beschuldigt Weimer, ein global wirksames System struktureller Diskriminierung insbesondere gegenüber Frauen etabliert zu haben, dem westliche Gesellschaften zu wenig entgegentreten würden. Statt kritischer Auseinandersetzung beobachte er einen kulturellen Rückzug und ein zunehmendes „Schweigen“ im interkulturellen Dialog. Zugleich betont er Unterschiede zwischen religiösen Traditionen und stellt das Christentum als „Religion der Liebe“ einem Islam gegenüber, den er als „Religion des Schwertes“ bezeichnet, da er konfliktorientierter und machtbezogener sei.
Während der Flüchtlingskrise 2015 wurde Weimer zu einem entschiedenen Kritiker der Migrations- und Asylpolitik der Großen Koalition unter Angela Merkel und sprach in diesem Zusammenhang von einer „Masseninvasion von illegaler Zuwanderung“. Merkels „radikale Grenzöffnung“ sei ein „historischer Rechtsbruch“. Den Schriftsteller Uwe Tellkamp würdigte er 2018 als kommenden „Leitintellektuellen der Merkelkritik“ und „Leitfigur einer neuen Freiheitsbewegung des Wortes“.

### Wirtschafts- und Finanzpolitik
In der Wirtschafts- und Ordnungspolitik vertritt Weimer wirtschaftsliberale Positionen. So fordert er die Reduzierung der Staatsquote und umfassende Deregulierung. Am 21. November 2023 übte er in der Talkshow Maischberger Kritik am Bürgergeld; dieses sei eigentlich ein „Migrantengeld“. 2018 bemerkte er, dass der Begriff „Armutsbericht“ für Deutschland irreführend sei, da dieser „in Wahrheit über die reichsten Sozialfälle der Welt“ berichte. 2017 warnte er, dass der „Steuerstaat“ in Deutschland zum „gierigen Raubtier“ mutiere.

### Außenpolitik
Weimer sprach sich im April 2008 gegen die Fortführung des ISAF-Einsatzes der Bundeswehr in Afghanistan aus.
Kritikern des US-Präsidenten Donald Trump unterstellte er 2017 „linkes Selbstmitleid“. Es lohne sich, die möglichen Chancen einer Präsidentschaft Trumps auszuloten. Dieser sei zwar unsympathisch, aber politisch überraschend erfolgreich.
Am 15. Juni 2022 erklärte Weimer als Gast der Talkshow Maischberger, Russland habe den Krieg gegen die Ukraine bereits gewonnen. Der Westen habe auch den „internationalen Kampf um Mehrheiten“ verloren. Russland habe bereits wesentliche Kriegsziele erreicht, in dem es den Donbass „faktisch erobert“ habe und riesige Flächengewinne gemacht habe. Bundeskanzler Olaf Scholz müsse gemeinsam mit den europäischen Partnern für einen „Verhandlungsweg“ arbeiten. Weimer sieht den Westen durch Diktaturen wie China und Russland bedroht.
Weimer kritisierte 2020 die zunehmend aggressive Außenpolitik der Türkei unter Präsident Recep Tayyip Erdoğan. Er verweist auf militärische Interventionen in Syrien und Libyen, Spannungen mit Griechenland und Zypern sowie die politische Instrumentalisierung von Flüchtlingen. Die Umwandlung der Hagia Sophia von einem Museum in eine Moschee bewertete er dabei als „kulturelle Kriegserklärung“ an den Westen.

### Gesellschaftspolitik
In seinem Buch Land unter. Ein Pamphlet zur Lage der Nation bezeichnet Weimer das Coming-out der hessischen Kultusministerin Karin Wolff als Ausdruck einer „politischen Unkultur“ und einen von zahlreichen „symptomatische[n] Kollateralschäden im kollektiven Feldzug gegen das Private“. Weimer mutmaßt, dass Coming-Outs homosexueller Personen oftmals der Versuch seien, einem als negativ bewerteten Trend der „Enttabuisierung“ zu folgen. Er kritisiert die „Gender-Ideologie der vergangenen Jahre“, die „den Unterschied und die natürliche Aufeinander-Bezogenheit von Mann und Frau“ leugne. Familie ist für Weimer das „Vaterland des Herzens“.

### Meinungs- und Kunstfreiheit
Weimer kritisiert die politische Einflussnahmen autoritärer Staaten auf die UNESCO. Er bezeichnete sie 2017 als „korrupt wie die Fifa und ideologisch in der Hand von Despoten, Islamisten und Linksökologen“. Er fordert deshalb eine Rückbesinnung auf die eigentlichen kulturellen und bildungspolitischen Ziele der UNESCO. Im Rahmen eines „globalen Kulturkampfes“ sieht Weimer die Wissenschafts-, Meinungs- und Kunstfreiheit weltweit gefährdet.

### Öffentlich-rechtliche Medien
Weimer hat mehrfach seine ablehnende Haltung gegenüber der derzeitigen Form der öffentlich-rechtlichen Finanzierung des Rundfunks deutlich gemacht. 2022 bezeichnete er den Rundfunkbeitrag als „Zwangsgebühren“.

### Verhältnis zu Friedrich Merz
Weimer sprach sich 2024 öffentlich für eine Kanzlerkandidatur von Merz aus, mit dem er befreundet ist. Da Wolfram Weimer zusammen mit seiner Frau Christiane Goetz-Weimer, ebenso wie Friedrich Merz, ein Haus am Tegernsee besitzt, dort der Verlagssitz ist und dort auch die von den Weimers veranstalteten Ludwig-Erhard-Gipfel – Tegernsee Summits stattfinden, bei denen Merz Referent war, wurde in den Medienbeiträgen bezüglich der Bekanntgabe der Berufung Wolfram Weimers zum Kulturstaatsminister im Kabinett Merz, auf diese enge Beziehung zwischen Merz und Weimer hingewiesen. In dem Kontext wurde auch der kurz nach der Ernennung anstehende Ludwig-Erhard-Gipfel von 7. bis 9. Mai 2025 erwähnt. Die Süddeutschen Zeitung bezeichnete das Verhältnis als Tegernsee-Connection.

## Kulturstaatsminister
Wolfram Weimer wurde am 6. Mai 2025 von Bundeskanzler Merz zum Staatsminister beim Bundeskanzler und Beauftragten der Bundesregierung für Kultur und Medien ernannt.
Als Schwerpunkte seiner Arbeit als Kulturstaatsminister nannte Weimer in seiner Vorstellungsrede die Erinnerungskultur, die Aufarbeitung der Verbrechen der Nationalsozialisten und die „Singulariät des Zivilisationsbruchs der Schoa“. Als „Medienmensch“ sei er biographisch vorgeprägt. Deshalb werde Medienpolitik „ein besonderer Akzent“ seiner Arbeit.
Am ersten Amtstag empfing er Josef Schuster, den Präsidenten des Zentralrats der Juden in Deutschland, zu einem Gespräch im Bundeskanzleramt. Ziel sei es, die belastete Beziehung zwischen dem Beauftragten-Amt der Bundesregierung und der jüdischen Gemeinschaft zu verbessern und das Vertrauen wiederherzustellen. Hintergrund waren anhaltende Debatten mit Weimers Vorgängerin Claudia Roth über antisemitische Darstellungen auf der Documenta und kontroverse Äußerungen bei der Berlinale-Gala 2024. In dem Zusammenhang ersetzte Weimer den bisherigen Leiter des BKM durch dessen Stellvertreter. Die Entstehung der deutschen Nationalhymne hatte Weimer in einem Text 2019 als „historische Wunde“ bezeichnet, weil ihr Verfasser Hoffmann von Fallersleben auch Monarchist, Nationalist und Antisemit war, der mit der ‚Einigkeit‘ der Deutschen „eine judenfreie Einigkeit“ unter Ausschluss der Juden gemeint habe.
Weimer fordert eine Digitalabgabe für Internetkonzerne wie Google und Meta Platforms. Die Digitalabgabe solle alle Plattformen treffen, die Medieninhalte nutzen. Laut einer Forsa-Umfrage unterstützt die Mehrheit der Bundesbürger das Vorhaben. Vorbild könnte hierbei Österreich sein, wo bereits seit 2020 eine Abgabe auf Werbeeinnahmen gezahlt werden muss.
In seiner ersten Rede als Kulturstaatsminister im Deutschen Bundestag sagte Weimer, ihn leite ein „Grundmotiv Friedrich Schillers, nämlich dem, wonach die Kunst eine Tochter der Freiheit ist“. Aus seiner Sicht sollte Politik „nicht versuchen, Kultur und Medien zu instrumentalisieren“.
In einem Gastbeitrag in der Süddeutschen Zeitung schrieb Weimer, sowohl linke als auch rechte Kräfte würden versuchen, Kunst politisch zu vereinnahmen – dabei jedoch ein ungeeignetes Feld wählen. Für Weimer ist Kunst kein Mittel der Ideologie, sondern ein Raum der Freiheit, in dem die Grenzen des Sagbaren und Darstellbaren erweitert und nicht eingeschränkt werden sollen.
Im August 2025 verbot er den 470 Mitarbeitenden im Kanzleramt die Verwendung geschlechtergerechter Sprache in dienstlichen Schreiben und Vermerken. Der frühere Queer-Beauftragte der Bundesregierung Sven Lehman kritisierte das Verbot. Weimer bevormunde seine „Mitarbeiter*innen“. Es sei „ein Zeichen von autoritärer Unkultur“, transgeschlechtliche und nicht-binäre Menschen durch Sprache auszuschließen.

### Reaktionen auf die Berufung
Die Ernennung Weimers zum Kulturstaatsminister wurde von Beginn an weit über rein kultur- und medienpolitische Fachfragen hinaus politisch aufgeladen. Sie gilt Beobachtern als Signal für eine Neuausrichtung der Kultur- und Medienpolitik unter konservativen Vorzeichen. Noch vor seiner Amtseinführung rief eine Petition für Weimers Absetzung und eine weitere Petition für seine Unterstützung auf.
Weimers früherer Kollege, der F.A.Z.-Herausgeber Jürgen Kaube, konstatierte anlässlich der Nominierung Weimers zum Kulturstaatsminister: „Von Kultur versteht er sehr wenig“. Weimers Berufung wurde von Dirk Knipphals in der taz kritisiert, da Weimer in der Vergangenheit nicht als ausgewiesener Kenner kulturpolitischer Themen gegolten habe. Knipphals befürchtete überdies einen Kulturkampf von der Spitze des Ministeriums aus und Gegenwind für avancierte, emanzipative und popkulturelle Ansätze. Ijoma Mangold notierte in Zeit Online, Weimers „liberalkonservative“ Positionen seien „der outgesourcte Kulturkampf, die Erinnerung daran, dass es in der Union – du glaubst es nicht! – noch Spurenelemente bockig liberaler Bürgerlichkeit gibt.“ Er schrieb, „die Personalie und die Empörung darüber“ ergebe für Merz „strategisch Sinn“, weil das für seine Wähler, die sich einen noch deutlicheren Politikwechsel gewünscht hätten, ein „Trostpflaster“ sei. Ulrike Knöfel kommentierte für den Spiegel: „Eine Weimer-Rede zur Aufarbeitung des Kolonialismus mag man sich gar nicht vorstellen.“
Hermann Parzinger, Präsident der Stiftung Preußischer Kulturbesitz, will Weimer dagegen an seinen konkreten Taten messen und hofft auf eine Fortführung begonnener Reformen. Der Herausgeber von Welt, Politico und Business Insider, Ulf Poschardt, kommentierte, dass die „Kultureliten diesen Mann fürchten“ sollten. Weimers Vorgängerin Claudia Roth habe im Zweifel „rot-grünen Filz“ unterstützt, das „Kulturestablishment“ in Deutschland und Berlin sei verkommen, verhätschelt und „moralisch verludert“. Insofern könne Weimers Amtsübernahme ein „echter Befreiungsschlag“ werden. Er müsse „auf die (jeden Tag weniger relevant werdenden) Eliten keine Rücksicht nehmen“. Der „weitgehend steuerfinanzierte Kulturbetrieb“ müsse „im Zweifel kaputtgemacht“ werden – Weimer solle „aufräumen“.
Der Vorsitzende des Deutschen Journalisten-Verbands Mika Beuster attestierte zwar, dass Weimers Hintergrund als Verleger und Medienmanager ihm nützlich sein werde, er verlangte von ihm aber auch ein Bekenntnis zum dualen System des öffentlich-rechtlichen und privaten Rundfunks. Der Verein Lobbycontrol äußerte Bedenken gegen die Berufung des langjährigen Medienunternehmers. Mögliche Interessenkonflikte ließen sich nicht dadurch aufheben, dass er die Geschäftsführung der Weimer Group verlasse und seine Ehefrau alleinige Geschäftsführerin bleibe. Tobias Rapp liest Weimers bevorstehende Ernennung in Spiegel Online einerseits als „eine Verlängerung der Kleinen Anfrage, die die Union kurz vor der Bundestagswahl der Scholz-Regierung stellte, als sie ihre 551 Fragen zur ‚politischen Neutralität‘ aller möglichen Vereine und Organisationen vorlegte, die zur Demokratieförderung staatliches Geld erhalten.“ Andererseits sei aber der Kulturbetrieb, der sich um gesellschaftliche statt „ästhetische und vertraute Fragen“ drehe, unter „Legitimationsdruck“ geraten, deshalb könne ein Politikwechsel auch Chancen eröffnen. Der Umstand, dass die Stelle des Kulturstaatsministers nicht aus Kostengründen ganz abgeschafft wurde, zeige jedenfalls, dass „Merz … von der Kultur … etwas zu erwarten“ scheine.
Jonas Hermann konstatierte in der Neuen Zürcher Zeitung zum Infragestellen der persönlichen Eignung von Weimer: „Diese Einwände scheinen vor allem politisch motiviert.“ Matthias Heine und Christian Meier von der Welt sahen in Weimer das „größtmögliche Kontrastprogramm“ zu Weimers Vorgängerin Claudia Roth. Das sei „für manche Beobachter offenbar ein Schock.“
Julian Nida-Rümelin, SPD-Amtsvorgänger von Wolfram Weimer, sagte, dass er das teils harsche Urteil über Wolfram Weimer nicht teile: „Ich bin nicht beunruhigt. Ich würde sagen, man kehrt gewissermaßen zu den Anfängen dieses Amtes zurück, weil der erste Inhaber (Michael Naumann) ebenfalls Journalist und Verleger war, wie auch Weimer. Beide haben einen intellektuellen Hintergrund.“
Die Journalistin Mariam Lau erklärte in der Sendung von Markus Lanz vom 1. Mai 2025, dass die Benennung Weimers vor allem aus strategischer Sicht verständlich sei: „Wenn es eine Gegenwehr gegen die AfD geben soll, dann muss sie vor allem aus der rechten Mitte kommen.“ Merz habe Wolfram Weimer für das „politische Lagerfeuer“ im Kanzleramt eingestellt. Stefan Kornelius, von der Süddeutschen Zeitung kommend, sei als neuer Regierungssprecher hingegen „für die Message“ zuständig.

## Trivia
Der Schriftsteller Martin Walser, mit dem Weimer befreundet war, benannte eine Pfarrerfigur in seinem Roman Muttersohn (2011) nach ihm. Dies wurde als Ergebnis theologischer Gespräche gedeutet, die die beiden geführt hatten.

## Veröffentlichungen

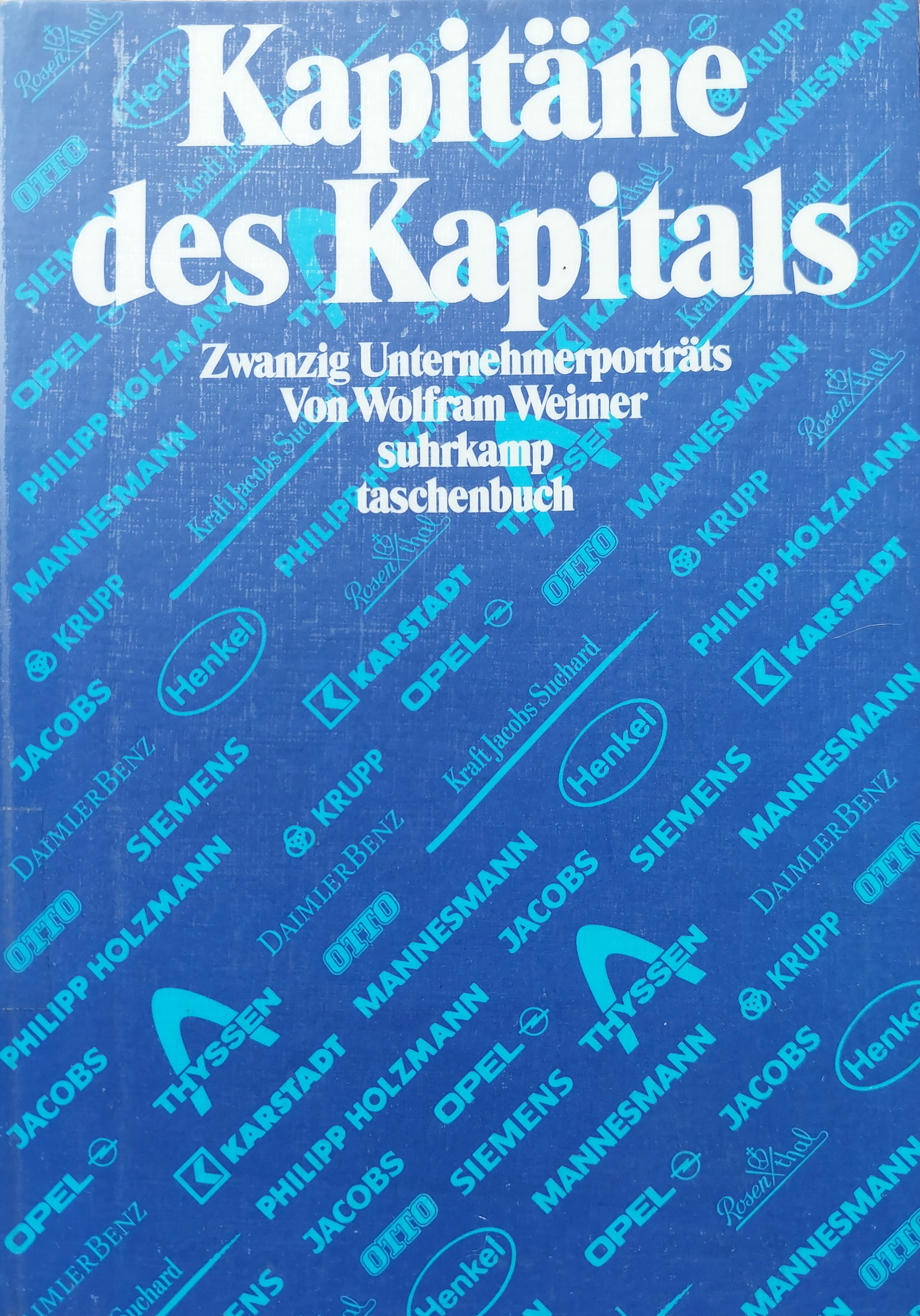
Herausgeber (1995)

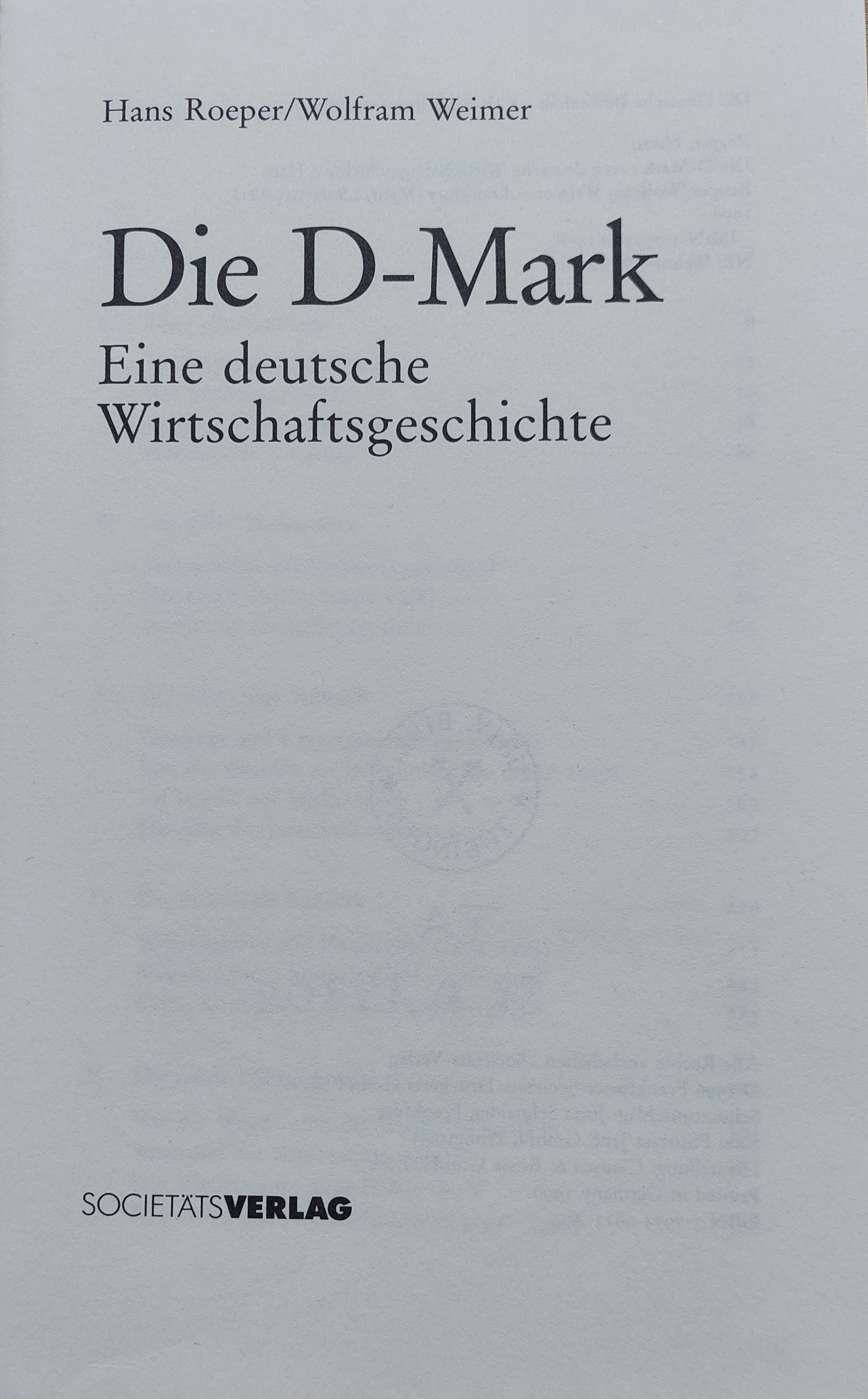
Mit Hans Roeper (1996)

- Die Kontroverse um die Bank of North America 1783–1787. Peter Lang, Frankfurt am Main/Bern/New York/Paris 1991, ISBN 3-631-44316-1 (Dissertation).
- Geschichte des Geldes. Eine Chronik mit Texten und Bildern. Suhrkamp, Berlin 1994, ISBN 3-518-38807-X.
- mit Alois Weimer (Hrsg.): Mit Platon zum Profit. Eine Philosophie-Lesebuch für Manager. FAZ, Frankfurt am Main 1994, ISBN 3-929368-29-3.
- mit Hans Roeper: Die D-Mark. Eine deutsche Wirtschaftsgeschichte. Societäts-Verlag, Frankfurt am Main 1996, ISBN 3-79730-613-X.
- Deutsche Wirtschaftsgeschichte. Von der Währungsreform bis zum Euro. Hofmann & Campe, Hamburg 1999, ISBN 3-455-11229-3.
- Die Sozialisierungsfalle. FAZ, Frankfurt am Main 1999, ISBN 3-929368-97-8.
- Das Netzwerk der Vordenker. Ch. Goetz, Potsdam 2004, ISBN 3-9809349-0-X.
- Credo. Warum die Rückkehr der Religion gut ist. DVA, München 2006, ISBN 3-421-04244-6.  Anmerkung
- (als Hrsg.): Himmlische Karikaturen. Gütersloher Verlagshaus, Gütersloh 2008, ISBN 978-3-57906-985-2.
- (als Hrsg.): Andalusien. Ein Reiselesebuch. Ellert & Richter Verlag, Hamburg 2008, ISBN 978-3-8319-0304-7.
- Freiheit, Gleichheit, Bürgerlichkeit. Warum die Krise uns konservativ macht. Gütersloher Verlagshaus, Gütersloh 2009, ISBN 978-3-57906-890-9.
- Heimspiel – Eine alternativlose Realsatire. Quadriga, Köln 2012, ISBN 978-3-86995-031-0.
- Land unter. Ein Pamphlet zur Lage der Nation. Gütersloher Verlagshaus, Gütersloh 2012, ISBN 978-3-57906-655-4.
- Der Supernanny-Staat. Wie wir in die Bevormundungs-Politik driften. Knaur eBook, 2015.
- Das konservative Manifest. Zehn Gebote der neuen Bürgerlichkeit. Plassen Verlag, Kulmbach 2018, ISBN 978-3-86470-567-0. Auszüge bei Google Books.
- Der vergessene Erfinder: Wie Philipp Reis das Telefon erfand. Ch. Goetz, München 2020, ISBN 978-3-947140-04-6.
- Sehnsucht nach Gott. Warum die Rückkehr der Religion gut für unsere Gesellschaft ist. Bonifatius Verlag, Paderborn 2021, ISBN 978-3-89710-888-2.

Anmerkungen

## Auszeichnungen
- 1992: Friedwart Bruckhaus-Förderpreis für: Totalitarismus in Deutschland: Folgen und Bewältigung gestern und heute[85]
- 1993: Publizistikpreis des Forums Gutes Hören
- 2001: Hans Bausch Mediapreis
- 2004: Newcomer des Jahres, vergeben vom Medium Magazin[86]
- 2007: Preis für die Freiheit und Zukunft der Medien der Medienstiftung der Sparkasse Leipzig[87]
- 2017: Mittelstand Media Award 2017 des Bundesverbands mittelständische Wirtschaft[88]